# Ipixuna
Ipixuna is een gemeente in de Braziliaanse deelstaat Amazonas. De gemeente telt 18.202 inwoners (schatting 2009).

## Geboren
- José Melo de Oliveira (1946), gouverneur van Amazonas